# Nava „Libertatea”
Nava „Libertatea” a fost un petrolier românesc construit la Șantierul naval Constanța în anul 1981.
- Lungime: 302,7 m
- Lățime: 48 m
- Pescaj: 19 m
- Capacitate: 163647 tdw
- Propulsie: motoare Diesel de 28 000 CP
- Viteza: 16 Nd
- Autonomia: 18 000 Mm

La data de 10 iunie 1981, petrolierul Libertatea a pornit în probe de mare. 
Prima cursă Constanța-Tobruk (Libia) și retur a fost efectuată în august 1981.
În 1997 numele navei a fost schimbat în Histria Prestige .
Nava a fost tăiată/casată în anul 2005 la șantierul naval Alang, India.